# Sielsowiet Bolciszki
Sielsowiet Bolciszki (biał. Больцішскі сельсавет; ros. Больтишский сельсовет) – sielsowiet na Białorusi, w obwodzie grodzieńskim, w rejonie werenowskim, z siedzibą w Bolciszkach.
Według spisu z 2009 sielsowiet Bolciszki zamieszkiwało 925 osób, w tym 583 Polaków (63,03%), 249 Litwinów (26,92%), 71 Białorusinów (7,68%), 12 Rosjan (1,30%), 3 Ukraińców (0,32%), 5 osób innych narodowości i 2 osoby, które nie podały żadnej narodowości.

## Miejscowości
- wsie:
  - Bolciszki
  - Druskieniki
  - Janowicze
  - Pielasa
  - Pieluńce
  - Podzitwa
  - Pomiedź
  - Powłoka
  - Surkonty
  - Tatarszczyzna
  - Wołdaciszki
- chutory:
  - Giesztowty
  - Wilbiki